# Лагоинья-ду-Пиауи

Лагоинья-ду-Пиауи на карте штата.

Лагоинья-ду-Пиауи (порт. Lagoinha do Piauí) — муниципалитет в Бразилии, входит в штат Пиауи. Составная часть мезорегиона Северо-центральная часть штата Пиауи. Входит в экономико-статистический микрорегион Медиу-Парнаиба-Пиауиенси. Население составляет 2656 человек на 2010 год. Занимает площадь 67,504 км². Плотность населения — 39,35 чел./км².

## Демография
Согласно сведениям, собранным в ходе переписи 2010 г. Национальным институтом географии и статистики (IBGE), население муниципалитета составляет:
| Полное население                               | Полное население                               | Полное население                               | Полное население                               | 2656  |
| ---------------------------------------------- | ---------------------------------------------- | ---------------------------------------------- | ---------------------------------------------- | ----- |
| в том числе:                                   | Городское население                            | 1582                                           | Процент городского населения, %                | 59,56 |
|                                                | Сельское население                             | 1074                                           | Процент сельского населения, %                 | 40,44 |
|                                                | Мужское население                              | 1339                                           | Процент мужского населения, %                  | 50,41 |
|                                                | Женское население                              | 1317                                           | Процент женского населения, %                  | 49,59 |
| Плотность населения, чел/км²                   | Плотность населения, чел/км²                   | Плотность населения, чел/км²                   | Плотность населения, чел/км²                   | 39,35 |
| Население муниципалитета в % к населению штата | Население муниципалитета в % к населению штата | Население муниципалитета в % к населению штата | Население муниципалитета в % к населению штата | 0,09  |

По данным оценки 2016 года, население муниципалитета составляет 2772 жителя.

## Статистика
- Валовой внутренний продукт на 2003 год составляет 3 343 489,00 реалов (данные: Бразильский институт географии и статистики).
- Валовой внутренний продукт на душу населения на 2003 год составляет 1472,25 реалов (данные: Бразильский институт географии и статистики).
- Индекс развития человеческого потенциала на 2000 год составляет 0,631 (данные: Программа развития ООН).